# 世恩坊
29°59′05.0″N 121°26′25.3″E / 29.984722°N 121.440361°E
世恩坊是浙江省宁波市江北区慈城镇的一座明代石牌坊。牌坊位于位于慈城镇永明路南口，坐北朝南。世恩坊为三开间牌坊，明间残高5.92米，次间残高4.46米，额枋刻字为“正统戊辰，赐进士周翔”、“正德癸酉，××进士周文进”、“嘉靖壬辰×赐进士周鎬”等，并刻有丹凤朝阳、双狮舞绣球、双龙抢珠、凤凰牡丹等浮雕。牌坊1986年成为江北区文物保护单位，1997年8月成为浙江省文物保护单位。